# Technoscience
|                                            | Dieser Artikel wurde im Portal Wissenschaft zur Verbesserung eingetragen. Hilf mit, ihn zu bearbeiten, und beteilige dich an der Diskussion! |
| Vorlage:Portalhinweis/Wartung/Wissenschaft | |

Technoscience (auch TechnoWissenschaft und teils in der deutschen Übersetzung (allgemeine) Technikwissenschaft) ist eine Wortneuschöpfung aus der Wissenschafts- und Techniksoziologie, welche für soziale Praktiken steht, bei denen Technik und Wissenschaft untrennbar verbunden sind und begrifflich nicht mehr auseinandergehalten werden können. TechnoWissenschaft ist ein in der inter- und transdisziplinären Wissenschafts- und Technikforschung weit verbreitetes Konzept, das auf einen grundlegenden Wandel der Wissenschaftskultur hinweist, bei dem der technologische Kontext von Wissenschaft für dieselbe konstitutiv wird. Mit anderen Worten: es wird mit dem Begriff anerkannt, dass wissenschaftliches Wissen nicht nur sozial kodiert und historisch situiert ist, sondern auch von materiellen (nicht-humanen) Netzwerken erhalten wird.
Kennzeichnend für die Technowissenschaft ist, dass der Forschungsgegenstand nicht als unabhängig existierend und der Forscher als „bescheidener Zeuge“ (Donna Haraway) verstanden wird, sondern dass Forschung und Forschungsgegenstand sich wechselseitig bedingen. Beispiele für diese Interaktion der TechnoWissenschaft mit ihrem Gegenstand sind die Krebsmaus, ein artifizieller Modellorganismus, und das Rastersondenmikroskop, mit dem Nanopartikel abgetastet und manipuliert werden können, und allgemein die Bionik.
In einigen Kontexten wird Technoscience bereits als Epochenbegriff verstanden, wobei er den der Spätmoderne ablöst. Es werden damit die Verbindungen von technologischen, wissenschaftlichen und ökonomischen Praktiken bezeichnet, die für moderne Gesellschaften im dritten Jahrtausend prägend sind.

## Ebenen
Auf einer deskriptiv-analytischen Ebene wird in der Technoscience die maßgebende Rolle der Natur- und Technikwissenschaften bei der Entwicklung von Wissen untersucht. Welche Rolle spielen die großen Forschungslabors, in denen experimentelle Versuche an Organismen durchgeführt werden, bei der Sicht auf die uns umgebenden Dinge? Inwieweit prägen diese Untersuchungen, Experimente und dort gewonnenen Erkenntnisse die Sicht auf die Natur und unsere Körper? Wie steht dieses Wissen zum Konzept des Lebendigen als Biofakt? Inwieweit fließt dieses Wissen wiederum in technische Neuerungen ein? Lässt sich das Labor als Metapher für gesamtgesellschaftliche Strukturen begreifen?
Auf einer historischen Ebene fungiert der Begriff der Technoscience auch als Epochenbegriff. Die Durchdringung des Alltagslebens mit technowissenschaftlichen Praxen und Artefakten, die grundlegende Veränderung des Technikverständnisses und die Fusionierung von Wissenschaft und Technik gelten als wesentliche Faktoren für die neuen Bedingungen der Wissensproduktion in der Technoscience. Im Begriff der Technoscience verdichtet sich aber auch die Technisierung von Wissenschaft, die neue Effizienz (post-)industrieller Technik durch die Neukonstruktion von Organischem, die Fusion einer systemischen Technik mit dem Sozialen, die Umschreibungen symbolischer Ordnung durch technowissenschaftliche Praktiken und Rhetoriken als auch die Ausbildung eines Technoimaginären. Besonders deutlich wird der neue Charakter der Technoscience gegenüber den traditionellen Natur- und Technikwissenschaften auch in der Verschiebung der ontologischen und epistemologischen Grundlagen der Natur- bzw. Technowissenschaften in ihren neuen rhetorischen und visuellen Strategien.
Auf einer dekonstruktivistischen Ebene befassen sich Theoretiker der Technoscience, z. B. der Techniksoziologe Bruno Latour, die Naturwissenschaftshistorikerin Donna Haraway sowie die theoretische Teilchenphysikerin Karen Barad, kritisch mit naturwissenschaftlichen Praktiken. Dabei wird eine vermeintliche Objektivität dieser wissenschaftlichen Beschreibungen entmystifiziert und deren performativer, d. h. darstellender und inszenierender, Charakter aufgezeigt. Zudem suchen Vertreter der Technoscience nach neuen Formen der Repräsentation der Forschenden und der Erforschten.
Auf einer visionären Ebene werden unter Technoscience unterschiedliche gesellschaftliche, literarische, künstlerische und materielle Technologien westlicher Kulturen im dritten Jahrtausend begrifflich erfasst. Das Zusammenspiel sonst getrennt betrachteter Bereiche wird fokussiert und traditionelle Grenzziehungen als fragwürdig erklärt: Grenzziehungen sowohl zwischen den Wissenschaften untereinander als auch zwischen kulturellen Bereichen, wie beispielsweise der Wissenschaft, Technik, Kunst und Politik. Dabei geht es darum, den Begriff der Technik, der techné (etymologisch: Kunst, Handwerk, Fertigkeit) weiter zu fassen, um Partizipationsmöglichkeiten am Prozess der Produktion von Wissen zu verhandeln und über Allianztechniken nachzudenken.